# Manchester (Tennessee)
Pour les articles homonymes, voir Manchester (homonymie).
Manchester est une ville des États-Unis, siège du comté de Coffee, dans l’État du Tennessee. Lors du recensement de 2010, sa population s’élevait à 10 102 habitants.

## Source
- (en) Cet article est partiellement ou en totalité issu de l’article de Wikipédia en anglais intitulé « Manchester, Tennessee » (voir la liste des auteurs).